# Région viticole américaine
Pour les articles homonymes, voir AVA.
Une région viticole américaine (en anglais American Viticultural Area, abrégé AVA) est une zone viticole aux particularités géographiques spécifiques, et dont les limites sont définies par l'Alcohol and Tobacco Tax and Trade Bureau (TTB) du gouvernement américain. Le TTB définit ces régions à la requête de viticulteurs et d'autres parties. Au 23 mai 2007, il existait 187 AVA dans 30 États américains, dont plus d'une centaine en Californie.
Avant l'instauration du système d'appellation des AVA, les appellations d'origine pour les vins américains reposaient sur les frontières des comtés et États d'où provenaient les grappes utilisées. Ces appellations existent toujours et restent utilisées, mais sont distinctes de celles des AVA.
Leur superficie peut varier considérablement de l'une à l'autre, de 67 300 km² pour l'Ohio River Valley à seulement 25 hectares pour Cole Ranch, dans le comté de Mendocino en Californie. La première AVA à être reconnue fut celle d'Augusta, à Augusta, dans le Missouri, le 20 juin 1980.
Contrairement aux appellations européennes, une AVA ne désigne qu'une zone géographique. Elle ne restreint ou ne prescrit en rien le type de cépage utilisé, les méthodes de vinification ou le rendement. Ces critères peuvent cependant être utilisés par les pétitionnaires lors de leur requête pour définir une nouvelle AVA.

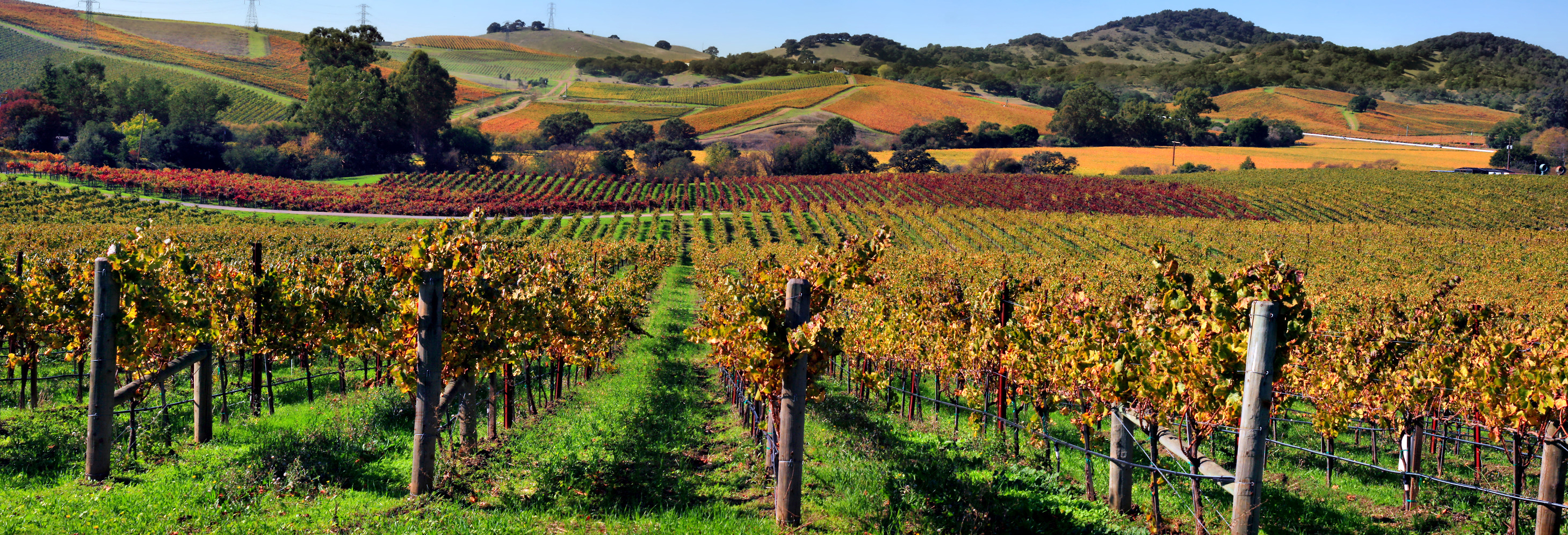
Vignoble de la Napa Valley

## Conditions

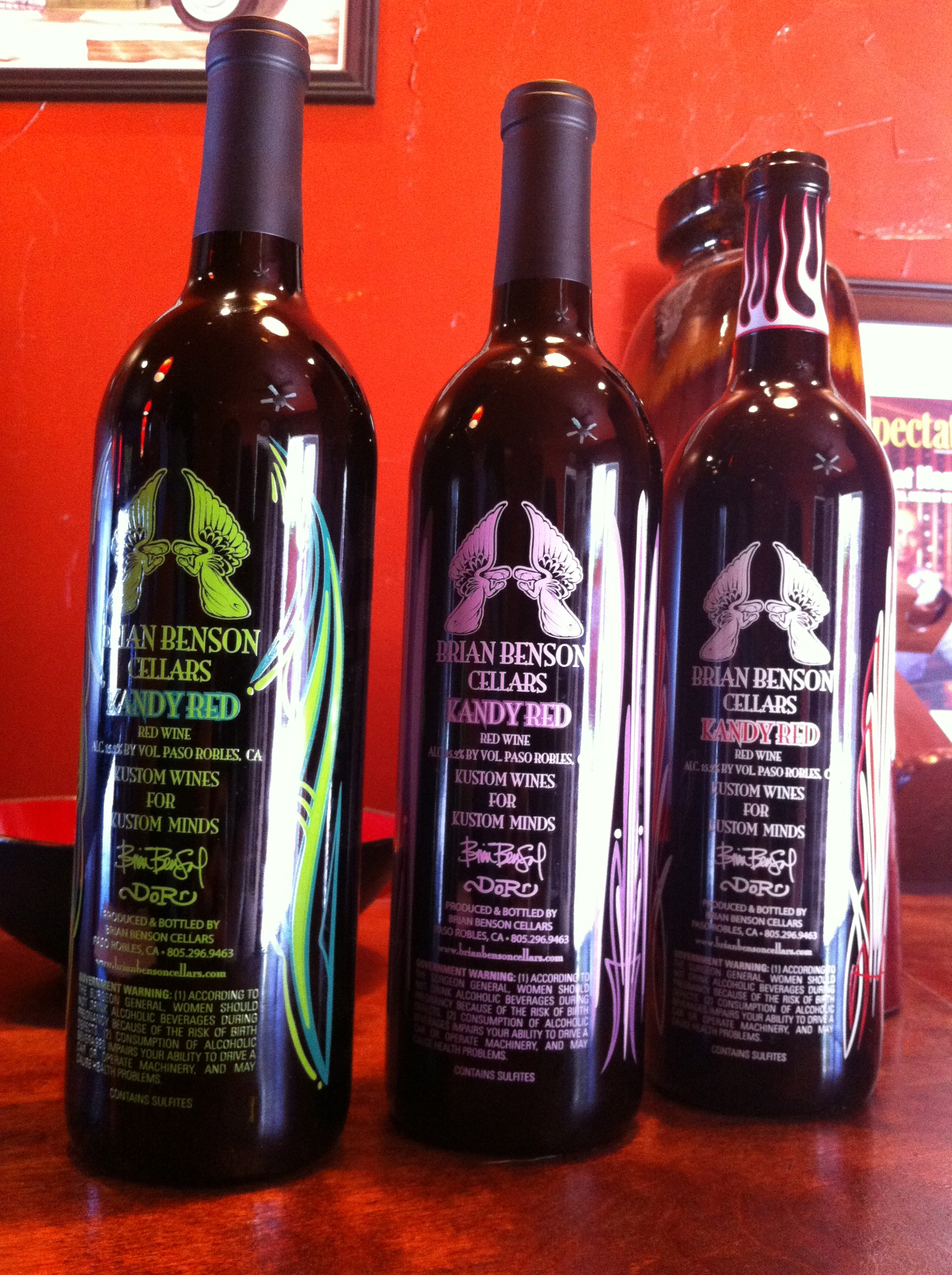
AVA Paso Robles

La législation actuelle impose les conditions suivantes pour la définition d'une AVA :
- Preuve que le nom proposé pour l'AVA suggère la zone définie par sa réputation au niveau local ou national ;
- Preuve historique ou contemporaine que les limites suggérées sont légitimes ;
- Preuve que les conditions viticoles comme le climat, la terre, l'altitude et le relief ou la géologie sont distinctes.

85 % des raisins utilisés pour produire un vin doivent provenir de la zone définie par une AVA pour pouvoir utiliser le nom de l'AVA en question sur l'étiquette.
Les limites des États ou des comtés — par exemple celles de l'Oregon ou du comté de Napa — ne correspondent pas à celles des AVA, même si elles en portent le nom. Par ailleurs, une AVA peut chevaucher plusieurs comtés, voire plusieurs États.
Une vigne peut exister dans plus d'une AVA, et il existe des sous-AVA. Ainsi, les AVA Santa Clara Valley et Livermore Valley sont incluses dans le territoire de l'AVA San Francisco Bay Area, qui se situe elle-même à l'intérieur de l'AVA Central Coast.
Le processus d'approbation des AVA par l'Alcohol and Tobacco Tax and Trade Bureau a été suspendu en août 2007 à la suite de l'examen d'une demande de la part d'une association de viticulteurs de la vallée de Napa pour la création d'une nouvelle région viticole nommée d'après la localité de Calistoga, dont les conséquences pourraient être la disparition de marques portant le nom d'un lieu correspondant à une AVA, ainsi que l'impossibilité pour un vin produit dans un vignoble au sein d'une AVA de porter le nom de l'AVA incluant la région viticole plus restreinte. L'affaire provoque un débat au sein de la communauté viticole américaine, où certains estiment que les AVA ont avant tout une vocation de marketing, ne correspondant pas toujours à une zone géographique distincte, et voudraient voir le système remis en cause et amélioré.
On peut voir dans la mise en place des AVA comme un processus d'appropriation social et économique de la viticulture et de l'œnologie par les Californiens, se différenciant bien avant les années 60 des modèles européens, notamment français et italiens, par des techniques et des méthodes de production comme de commercialisation originales. L'importation dès le XIXe siècle de cépages de traditions française, italienne, allemande, et plus largement européenne par des migrants, des entrepreneurs, des viticulteurs laisse peu à peu place à de nouvelles formes de viticulture, d'œnologie, de marketing et de communication. C'est pourquoi, nous pouvons parler de nouveautés et de différences, à partir pourtant de cépages cultivés depuis des milliers d'années en Europe. Certains anthropologues, historiens et sociologues (Julien Lefour) parlent de métissage culturel. Depuis les années 70, certaines producteurs de vins californiens ont peu à peu démontré la typicité ou les spécificités tant gustatives qu'économiques de leur production, se démarquant des modèles européens, prouvant que la société humaine tend à la fois à l'universalité comme à la diversité.

## Régions existantes
Ci-dessous la liste des AVA existantes, par région :

### AVA californiennes
Une liste des régions viticoles américaines de l'État de Californie inscrites auprès de l'Alcohol and Tobacco Tax and Trade Bureau.
| - Alexander Valley (en) - Alta Mesa (en) - Anderson Valley (en) - Arroyo Grande Valley (en) - Arroyo Seco (en) - Atlas Peak (en) - Ben Lomond Mountain (en) - Benmore Valley (en) - Bennett Valley (en) - Borden Ranch (en) - California Shenandoah Valley (en) - Capay Valley (en) - Carmel Valley (en) - Central Coast (en) - Chalk Hill (en) - Chalone (en) - Chiles Valley (en) - Cienega Valley (en) - Clarksburg (en) - Clear Lake (en) - Clements Hills (en) - Cole Ranch (en) - Cosumnes River (en) - Covelo (en) - Cucamonga Valley (en) - Diablo Grande (en) - Diamond Mountain District (en) - Dos Rios (en) - Dry Creek Valley (AVA) - Dunnigan Hills (en) - Edna Valley (en) - El Dorado (en) - Fair Play (en) - Fiddletown (en) - Guenoc Valley (en) - Green Valley of Russian River Valley (en) | - Hames Valley (en) - High Valley (en) - Howell Mountain (en) - Jahant (en) - Knights Valley (en) - Lime Kiln Valley (en) - Livermore Valley (en) - Lodi (en) - Los Carneros (en), parfois simplement Carneros - Madera (en) - Malibu Coast (en) - Malibu-Newton Canyon (en) - McDowell Valley (en) - Mendocino (en) - Mendocino Ridge (en) - Merritt Island (en) - Mokelumne River (en) - Monterey (en) - Mt. Harlan (en) - Mt. Veeder (en) - Napa Valley ; - North Coast (en) - North Yuba (en) - Northern Sonoma (en) - Oak Knoll District (en) - Oakville (en) - Pacheco Pass (en) - Paicines (en) - Paso Robles (en) - Potter Valley (en) - Ramona Valley - Red Hills Lake County ; - Redwood Valley (en) - River Junction (en) - Rockpile (en) - Russian River Valley (en) - Rutherford ; | - Saddle Rock-Malibu (en) - Salado Creek (en) - San Antonio Valley (en) - San Benito (en) - San Bernabe (en) - San Francisco Bay (en) - San Lucas (en) - San Pasqual Valley (en) - San Ysidro District (en) - Santa Clara Valley (en) - Santa Cruz Mountains ; - Santa Lucia Highlands (en) - Santa Maria Valley (en) - Santa Ynez Valley (en) - Seiad Valley (en) - Sierra Foothills (en) - Sloughhouse (en) - Solano County Green Valley (en) - Sonoma Coast (en) - Sonoma Mountain (en) - Sonoma Valley ; - South Coast (en) - Spring Mountain District (en) - Sta. Rita Hills (en) (anciennement Santa Rita Hills) - Stags Leap District (en) - St. Helena (en) - Suisun Valley (en) - Temecula Valley ; - Tracy Hills (en) - Trinity Lakes (en) - Wild Horse Valley (en) - Willow Creek (en) - York Mountain (en) - Yorkville Highlands (en) - Yountville (en) |

### AVA du nord-ouest américain
Une liste des régions viticoles américaines du nord-ouest américain, qui désigne les États de l'Oregon et de Washington :
| - Applegate Valley (Oregon) - Chehalem Mountains (Oregon) - Columbia Gorge (Oregon et Washington) - Columbia Valley (Oregon et Washington) - Dundee Hills (Oregon) - Eola-Amity Hills (Oregon) - Horse Heaven Hills (Washington) - McMinnville (Oregon) - Puget Sound (Washington) - Rattlesnake Hills (Washington) - Red Hill Douglas County (Oregon) | - Red Mountain (Washington) - Ribbon Ridge (Oregon) - Rogue Valley (Oregon) - Southern Oregon (Oregon) - Umpqua Valley (Oregon) - Wahluke Slope (Washington) - Walla Walla Valley (Oregon et Washington) - Willamette Valley (Oregon) - Yakima Valley (Washington) - Yamhill-Carlton District (Oregon) |

### AVA de la côte est
Une liste des régions vinicoles américaines de la côte est américaine :
| - Catoctin (Maryland) - Cayuga Lake (New York) - Central Delaware Valley (New Jersey et Pennsylvanie) - Cumberland Valley (Maryland et Pennsylvanie) - Finger Lakes (New York) - The Hamptons (Long Island, dans l'État de New York) - Hudson River Region (New York) - Lake Erie (New York, Ohio et Pennsylvanie) - Lancaster Valley (Pennsylvanie) - Linganore (Maryland) - Long Island (New York) - Martha's Vineyard (Massachusetts) - Monticello (Virginie) | - Niagara Escarpment (New York) - North Fork of Long Island (New York) - North Fork of Roanoke (Virginie) - Northern Neck George Washington Birthplace (Virginie) - Outer Coastal Plain (New Jersey) - Rocky Knob (Virginie) - Seneca Lake (New York) - Shenandoah Valley (Virginie et Virginie-Occidentale) - Southeastern New England (Connecticut, Massachusetts et Rhode Island) - Virginia's Eastern Shore (Virginie) - Warren Hills (New Jersey) - Western Connecticut Highlands (Connecticut) - Yadkin Valley (Caroline du Nord) |

### AVA du centre des États-Unis
Une liste des régions viticoles américaines restantes :
| - Alexandria Lakes (Minnesota) - Altus (Arkansas) - Arkansas Mountain (Arkansas) - Augusta (Missouri) - Bell Mountain (Texas) - Escondido Valley (Texas) - Fennville (Michigan) - Fredericksburg in the Texas Hill Country (Texas) - Grand River Valley (Ohio) - Grand Valley (Colorado) - Hermann (Missouri) | - Isle St. George (Ohio) - Kanawha River Valley (Ohio et Virginie-Occidentale) - Lake Michigan Shore (Michigan) - Lake Wisconsin (Wisconsin) - Leelanau Peninsula (Michigan) - Loramie Creek (Ohio) - Mesilla Valley (Nouveau-Mexique et Texas) - Middle Rio Grande Valley (Nouveau-Mexique) - Mimbres Valley (Nouveau-Mexique) - Mississippi Delta (Louisiane, Mississippi et Tennessee) - Ohio River Valley (Indiana, Kentucky, Ohio et Virginie-Occidentale) | - Old Mission Peninsula (Michigan) - Ozark Highlands (Missouri) - Ozark Mountain (Arkansas, Missouri et Oklahoma) - Shawnee Hills (Illinois) - Shenandoah Valley (Virginie et Virginie-Occidentale) - Sonoita (Arizona) - Texas Davis Mountains (Texas) - Texas High Plains (Texas) - Texas Hill Country, Texas - Texoma, Texas - West Elks, Colorado |